# Frank-Walter Steinmeier
Frank-Walter Steinmeier, nemški politik, pravnik in predsednik Nemčije, * 5. januar 1956, Detmold, Nemčija. 
Je trenutni predsednik Zvezne republike Nemčije. 

## Življenjepis
Rodil se je 5. januarja v severnoporenjskem mestu Detmond, v takratni Zahodni Nemčiji. Že v mladih letih se je aktivno vključeval v mladinske klube nemške social-demokratske stranke SPD, v katero se je po končani srednji šoli tudi včlanil. Na Univerzi v Guessenu je študiral pravo, leta 1980 diplomiral, ter kasneje tudi doktoriral. 

### Politika
Kmalu po koncu študija se je vključil v politiko. Sprva je deloval v oddelku za medijsko varnost in pravo pri kanclerju dežele Spodnja Saška. V mandatu zveznega kanclerja Nemčije Gerharda Schröderja je Steinmeier postal komisar, pristojen za Zvezno obveščevalno službo. Pridobil je kanclerjevo veliko zaupanje, zato je prevzel položaj njegovega vodje kabineta, ter bil eden od ključnih snovalcev zdravstvene in pokojninske reforme ter gospodarske, t. i. Agende 2010. Med letoma 2005 in 2009 je bil zvezni zunanji minister v času Angele Merkel, leta 2007 je postal njen podkancler ter predsednik Evropskega sveta, leta 2009 je bil izvoljen za predsednika Social-demokratske stranke Nemčije ter leta 2013 še enkrat (še vedno v času Angele Merkel) postal zvezni minister za zunanje zadeve. 

### Predsednik države
Leta 2017 je bil izvoljen za predsednika Zvezne Republike Nemčije. Maja 2019 je prvič obiskal Slovenijo.
Ponovno se je za kandidaturo odločil leta 2022, podprle so ga koalicijske stranke SPD, AFD in Zeleni, prav tako opozicijska CDU in CSU.